# Амедео Биавати
Амедео Биавати (на италиански: Amedeo Biavati) е италиански футболист, полузащитник и треньор.

## Кариера
Амедео Биавати започва кариерата си в Болоня, като прави дебюта си на 21 май 1933 г. в мач срещу Казале, в който той вкарва 2 гола, а неговият отбор печели със 7:0, а 2 седмици по-късно, вкарва 2 гола срещу Милан. Въпреки успешния си дебют, Биавати в първите 2 сезона е само резерва. След това той преминава в Катания, където прекарва само 1 година. През 1935 г. се завръща в Болоня, но през целия сезон не играе, а отбора става шампион на Италия, прекъсвайки 5-годишната хегемония на Ювентус. От сезон 1936/37 той става титуляр.
През 1938 г. треньорът на Италия Виторио Поцо взима Биавати за Световното първенство, където той прави своя дебют с екипа на „скуадра адзура“ в мача с Франция, заменяйки Пиетро Пазинати и след това играе в останалата част от мачовете, преди да стане световен шампион.
През 1941 г. Амедео Биавати печели третата си титла в Италия, но след това кариерата му е прекъсната от Втората световна война, след нейното приключване, той възобновява кариерата си, но играе за кратко време и през 1947 г. решава да изиграе последния си мач за Италия. На 9 ноември 1947 г. излиза на терена срещу австрийския отбор, който побеждава италианците с 5:1.
След кариерата си на футболист, Биавати става треньор. Той води само по-малки отбори до 1970 г. без особен успех.

## Отличия

### Отборни
Болоня
- Купа Митропа: 1934
- Серия А: 1936/37, 1938/39, 1940/41

### Международни
Италия
- Световно първенство по футбол: 1938
- Купа на Централна Европа по футбол: 1933/35